# André Grobéty
André Grobéty (ur. 22 czerwca 1933 w Genewie, zm. 20 lipca 2013) – piłkarz szwajcarski grający na pozycji obrońcy. W swojej karierze rozegrał 41 meczów w reprezentacji Szwajcarii, w których strzelił 1 gola.

## Kariera klubowa
Swoją karierę piłkarską Grobéty rozpoczął w klubie Servette FC. W sezonie 1950/1951 zadebiutował w nim w pierwszej lidze szwajcarskiej. W sezonie 1954/1955 był zawodnikiem francuskiego Racing Club de France, po czym wrócił do Servette, w którym grał do końca sezonu 1957/1958.
W 1958 roku Grobéty przeszedł do zespołu Lausanne Sports. W sezonach 1961/1962 i 1963/1964 zdobył z klubem z Lozanny dwa Puchary Szwajcarii, a w sezonie 1964/1965 wywalczył mistrzostwo Szwajcarii. Po sezonie 1967/1968 odszedł do trzecioligowego Meyrin FC, w którym zakończył karierę w roku 1969.
W pierwszej lidze szwajcarskiej rozegrał 316 spotkań i zdobył 6 bramek.

## Kariera reprezentacyjna
W reprezentacji Szwajcarii Grobéty zadebiutował 14 kwietnia 1957 roku w przegranym 0:4 meczu Pucharu im. Dr. Gerö z Austrią, rozegranym w Wiedniu. W 1962 roku został powołany do kadry Szwajcarii na Mistrzostwa Świata w Chile. Na nich był podstawowym zawodnikiem Szwajcarii i rozegrał trzy mecze: z Chile (1:3), z RFN (1:2) i z Włochami (0:3).
W 1966 roku Grobéty był w kadrze Szwajcarii na Mistrzostwa Świata w Anglii. Na tym turnieju wystąpił jeden raz, z RFN (0:5).
W kadrze narodowej od 1957 do 1966 roku Grobéty rozegrał 41 meczów, w których strzelił 1 gola.